# Lípa republiky (Vinořská škola)
Lípa republiky před Vinořskou školou je významný strom, který roste v Praze-Vinoři v Prachovické ulici.

## Popis
Lípa roste v areálu Základní školy v předzahrádce u plotu. Obvod kmene má 145 cm, výška není uvedena (r. 2015). V databázi významných stromů Prahy je zapsaná od roku 2014.

## Historie
Lípa svobody byla vysazena 28. října 1968 na připomínku 50. výročí vzniku Československé republiky. Její výsadbu doporučil tajemník ONV Prahy 9 pan Sýkora. Ten také řídil zajištění stromu a jeho vysazení.

## Stromy v okolí
- Lípa republiky (Vinořské náměstí)